# HK Spišská Nová Ves
HK Spišská Nová Ves – słowacki klub hokejowy z siedzibą w Nowej Wsi Spiskiej, do 2010 występujący w rozgrywkach Slovnaft Extraligi.

## Dotychczasowe nazwy
- AC Spišská Nová Ves (1932−1950)
- Lokomotíva Spišská Nová Ves (1950−1964)
- Lokomotíva-Bane Spišská Nová Ves (1964−1973)
- Železničiar-Stavbár Spišská Nová Ves (1973−1982)
- Geológ-Stavbár Spišská Nová Ves (1982−1988)
- Štart Spišská Nová Ves (1982−1988)
- HK VTJ Spišská Nová Ves (1988−2002)
- HK Spišská Nová Ves (od 2002)
  - HK Noves okná Spišská Nová Ves

## Sukcesy
- Złoty medal 1. ligi: 1996, 2002, 2009, 2021[1]
- Złoty medal 2. ligi: 1986, 1987, 1989

## Zawodnicy
Wychowankami klubu są m.in. Július i Libor Hudáček, Tomáš Valečko, Martin Bakoš.